# Élection présidentielle italienne de 1992
L’élection présidentielle italienne de 1992, dixième élection présidentielle de la République italienne, est un scrutin au suffrage indirect visant à élire le président de la République pour un mandat de sept ans. Elle se tient du 13 mai, jour du premier tour de l'élection, au 25 mai 1992, lorsque est proclamée la victoire du démocrate-chrétien Oscar Luigi Scalfaro, à l'issue du 16e tour du scrutin.
Les grands électeurs devaient désigner le successeur du chef de l'État sortant, Francesco Cossiga, qui avait démissionné le 28 avril précédent, quelques mois avant le terme naturel de son mandat. Conformément à la Constitution, le président du Sénat Giovanni Spadolini assume l'intérim de la présidence de la République jusqu'à l'élection du titulaire.
Au cours du processus électoral, le massacre de Capaci, qui coûte notamment la vie au juge anti-mafia Giovanni Falcone, bouleverse profondément le pays et incite les grands électeurs à mettre un terme aux tractations politiques en désignant le président de la Chambre des députés, Scalfaro, comme candidat de consensus.
Élu avec 672 voix, Oscar Luigi Scalfaro prend ses fonctions le 28 mai 1992.

## L'élection

### La procédure

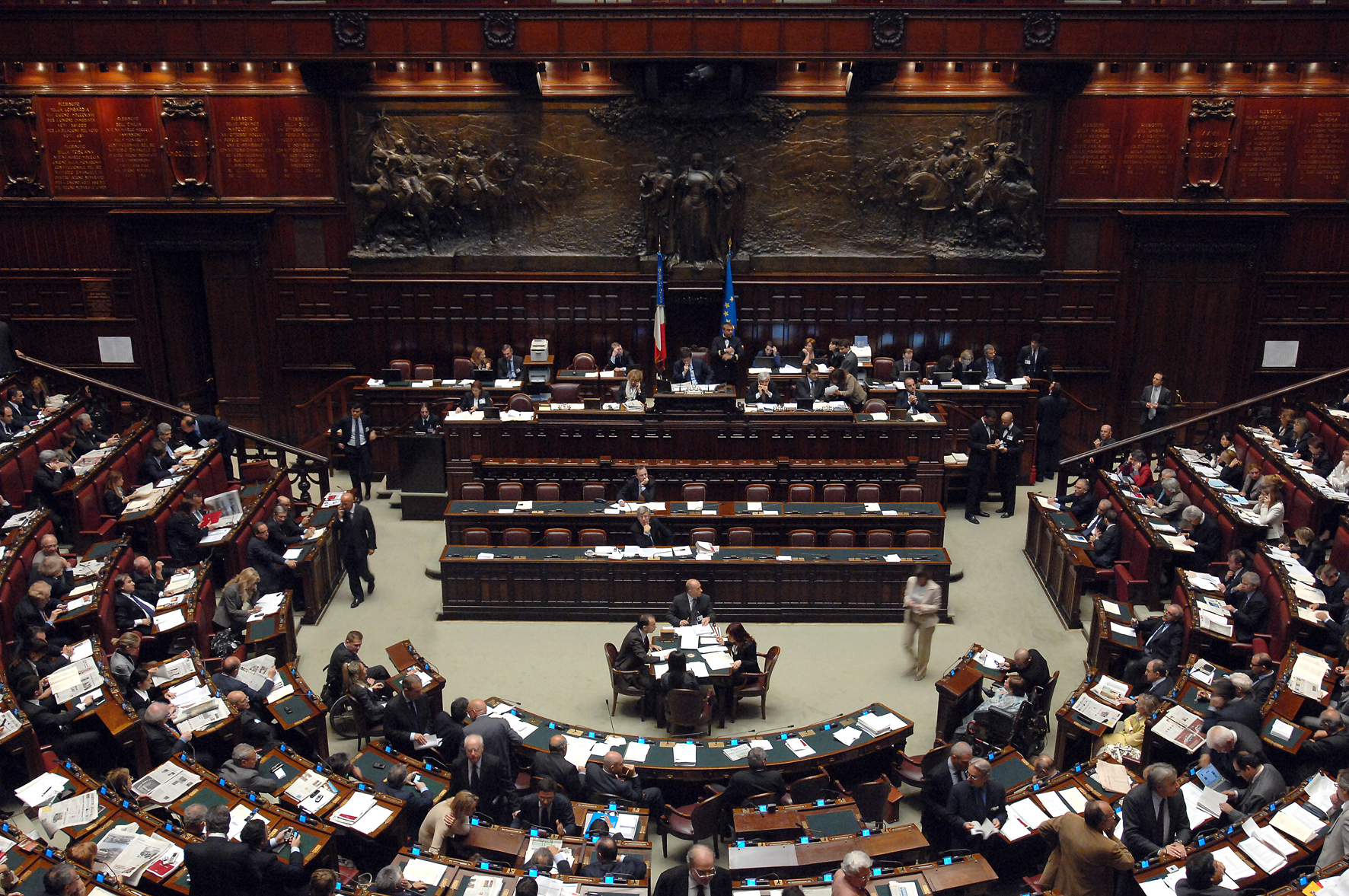
La salle de réunion du collège électoral au palais Montecitorio.

Le président de la République (Presidente della Repubblica) est élu au suffrage universel indirect par la séance commune du Parlement, à laquelle sont conviés les parlementaires (députés et sénateurs) et cinquante-huit délégués régionaux, trois par Régions, sauf pour le Val d'Aoste, qui n'est représenté que par un élu. 
Le plénum, siégeant au palais Montecitorio, à Rome, est présidé par le président de la Chambre des députés. Pour ce scrutin, la présidence sera, en conséquence, assumée par Oscar Luigi Scalfaro ; celui-ci, cependant, laissera, lors du seizième et ultime tour, la conduite du scrutin au vice-président de la Chambre, Stefano Rodotà, Scalfaro ayant été désigné candidat à la présidence de la République.
L'élection est acquise à la majorité des deux tiers de l'assemblée aux trois premiers tours, à la majorité absolue par la suite. Il faudra donc réunir 674 voix, ou 506 suffrages au-delà de trois tours.

### Les candidats
À la suite de la démission du président Francesco Cossiga, le scrutin présidentiel fut convoqué de manière anticipée. Le nom d'une femme était alors régulièrement cité pour la succession du chef de l'État démissionnaire au palais du Quirinal : celui de Nilde Iotti. Cette parlementaire, membre de l'ex Parti communiste italien (PCI), députée depuis l'Assemblée constituante n'ayant guère quitté le Parlement de sa carrière politique, fut élue présidente de la Chambre en 1979, et fut reconduite dans ses fonctions en 1983 et 1987. Très respectée, sa candidature est soutenue par le Parti démocrate de la gauche (PDS).
D'autre part, l'ancien président du Conseil des ministres, Arnaldo Forlani, faisait également partie des favoris pour prétendre à la magistrature suprême. La Démocratie chrétienne (DC) avait par ailleurs déclaré soutenir sa candidature, après l'échec vécu par le vice-président du Sénat de la République, Giorgio De Giuseppe. Certains prétendent que ces deux candidatures, finalement avortées, avaient pour seul dessein de favoriser l'entrée du président du Conseil sortant, Giulio Andreotti, dans la course au Quirinal.
Quant au Parti socialiste (PSI), dirigé par l'ancien président du Conseil Bettino Craxi, celui-ci dit proposer la candidature d'un ancien ministre de la Justice, Giuliano Vassalli.
Cependant, l'assassinat du juge Giovanni Falcone, de son épouse et de trois de leurs gardes du corps, survenu le 23 mai, changea le cours des choses de l'élection : les suffrages se portèrent sur le président de la Chambre, Oscar Luigi Scalfaro, un ancien ministre de la DC, respecté de tous. C'est au seizième tour de scrutin que Scalfaro fut finalement élu président de la République, ayant recueilli 672 suffrages, soit 67,06 % du corps électoral.

## Le scrutin

### 13 mai 1992

#### 1ertourde scrutin
- Présents : 869
- Votants : 869
- Abstents : 0
- Majorité des deux tiers de l'Assemblée : 676

| Candidat             | Suffrages |
| -------------------- | --------- |
| Giorgio De Giuseppe  | 296       |
| Nilde Iotti          | 183       |
| Giuliano Vassalli    | 152       |
| Paul Volponi         | 51        |
| Norberto Bobbio      | 26        |
| Antonio Cariglia     | 20        |
| Tina Anselmi         | 19        |
| Salvatore Valitutti  | 19        |
| Silvius Magnago      | 8         |
| Mino Martinazzoli    | 6         |
| Oscar Luigi Scalfaro | 6         |
| Giovanni Spadolini   | 6         |
| Emilio Colombo       | 5         |
| Leopoldo Elia        | 4         |
| Manlio Cecovini      | 2         |
| Joseph Guarino       | 2         |
| Mario Melis          | 2         |
| Votes blancs         | 45        |
| Votes dispersés      | 11        |
| Votes nuls           | 6         |

Aucun candidat n'ayant recueilli la majorité des deux tiers des suffrages nécessaire à l'élection, un second tour est convoqué par le président de la Chambre, Oscar Luigi Scalfaro.

#### 2etourde scrutin
- Présents : 991
- Votants : 991
- Absents: 0
- Majorité des deux tiers de l'Assemblée : 676

| Candidat             | Suffrages |
| -------------------- | --------- |
| Giorgio De Giuseppe  | 284       |
| Nilde Iotti          | 182       |
| Giuliano Vassalli    | 143       |
| Gianfranco Miglio    | 78        |
| Paolo Volponi        | 51        |
| Alfredo Pazzaglia    | 48        |
| Norberto Bobbio      | 25        |
| Antonio Cariglia     | 23        |
| Salvatore Valitutti  | 21        |
| Tina Anselmi         | 18        |
| Mino Martinazzoli    | 13        |
| Emilio Colombo       | 9         |
| Silvius Magnago      | 8         |
| Oscar Luigi Scalfaro | 8         |
| Giovanni Spadolini   | 8         |
| Leopoldo Elia        | 4         |
| Giulio Andreotti     | 4         |
| Manlio Cecovini      | 3         |
| Francesco Cossiga    | 2         |
| Mario Melis          | 2         |
| Votes blancs         | 46        |
| Votes dispersés      | 6         |
| Schede nulle         | 6         |

Aucun candidat n'ayant recueilli la majorité des deux tiers des suffrages nécessaire à l'élection, un troisième tour est convoqué par le président de la Chambre, Oscar Luigi Scalfaro.

### 14 mai 1992

#### 3etourde scrutin
- Présents : 981
- Votants : 98
- Absents : 0
- Majorité des deux tiers de l'Assemblée : 676

| Candidat             | Suffrages |
| -------------------- | --------- |
| Giorgio De Giuseppe  | 257       |
| Nilde Iotti          | 245       |
| Giuliano Vassalli    | 139       |
| Gianfranco Miglio    | 77        |
| Alfredo Pazzaglia    | 47        |
| Mino Martinazzoli    | 29        |
| Norberto Bobbio      | 25        |
| Salvatore Valitutti  | 22        |
| Antonio Cariglia     | 21        |
| Giovanni Spadolini   | 20        |
| Emilio Colombo       | 17        |
| Silvius Magnago      | 8         |
| Oscar Luigi Scalfaro | 8         |
| Giuseppe Guarino     | 8         |
| Tina Anselmi         | 3         |
| Ciriaco De Mita      | 3         |
| Leopoldo Elia        | 3         |
| Giulio Andreotti     | 2         |
| Manlio Cecovini      | 2         |
| Votes blancs         | 32        |
| Votes dispersés      | 8         |
| Votes nuls           | 9         |

Aucun candidat n'ayant recueilli la majorité des deux tiers des suffrages nécessaire à l'élection, un quatrième tour est convoqué par le président de la Chambre, Oscar Luigi Scalfaro.

### 15 mai 1992

#### 4etourde scrutin
- Présents : 833
- Votants : 511
- Absents : 322
- Majorité relative de l'Assemblée : 508

| Candidat             | Suffrages |
| -------------------- | --------- |
| Nilde Iotti          | 256       |
| Gianfranco Miglio    | 77        |
| Alfredo Pazzaglia    | 49        |
| Giovanni Spadolini   | 28        |
| Norberto Bobbio      | 23        |
| Salvatore Valitutti  | 21        |
| Oscar Luigi Scalfaro | 7         |
| Giorgio Lombardi     | 3         |
| Giulio Andreotti     | 2         |
| Francesco Cossiga    | 2         |
| Votes blancs         | 31        |
| Votes dispersés      | 10        |
| Votes nuls           | 2         |

Aucun candidat n'ayant recueilli la majorité relative des suffrages nécessaire à l'élection, un cinquième tour est convoqué par le président de la Chambre, Oscar Luigi Scalfaro.

### 16 mai 1992

#### 5etourde scrutin
- Présents : 993,
- Votants : 993
- Absents : 0
- Majorité relative de l'Assemblée: 508

| Candidat             | Suffrages |
| -------------------- | --------- |
| Arnaldo Forlani      | 469       |
| Nilde Iotti          | 249       |
| Gianfranco Miglio    | 75        |
| Alfredo Pazzaglia    | 51        |
| Giovanni Spadolini   | 35        |
| Norberto Bobbio      | 24        |
| Oscar Luigi Scalfaro | 6         |
| Mino Martinazzoli    | 6         |
| Giulio Andreotti     | 3         |
| Votes blancs         | 71        |
| Votes dispersés      | 5         |
| Votes nuls           | 2         |

Aucun candidat n'ayant recueilli la majorité relative des suffrages nécessaire à l'élection, un sixième tour est convoqué par le président de la Chambre, Oscar Luigi Scalfaro.

#### 6etourde scrutin
- Présents : 994
- Votants : 994
- Absents : 0
- Majorité relative de l'Assemblée : 508

| Candidat             | Suffrages |
| -------------------- | --------- |
| Arnaldo Forlani      | 479       |
| Nilde Iotti          | 235       |
| Gianfranco Miglio    | 76        |
| Alfredo Pazzaglia    | 54        |
| Giovanni Spadolini   | 34        |
| Norberto Bobbio      | 25        |
| Oscar Luigi Scalfaro | 10        |
| Mino Martinazzoli    | 3         |
| Votes blancs         | 76        |
| Votes dispersés      | 6         |
| Votes nuls           | 1         |

Aucun candidat n'ayant recueilli la majorité relative des suffrages nécessaire à l'élection, un septième tour est convoqué par le président de la Chambre, Oscar Luigi Scalfaro.

### 17 mai 1992

#### 7etourde scrutin
- Présents : 986
- Votants : 664
- Absents : 322
- Majorité relative de l'Assemblée : 508

| Candidat             | Suffrages |
| -------------------- | --------- |
| Nilde Iotti          | 233       |
| Gianfranco Miglio    | 79        |
| Norberto Bobbio      | 31        |
| Guido Carli          | 19        |
| Oscar Luigi Scalfaro | 13        |
| Roland Riz           | 12        |
| Giovanni Spadolini   | 11        |
| Arnaldo Forlani      | 6         |
| Tina Anselmi         | 3         |
| Alfredo Pazzaglia    | 3         |
| Giuliano Vassalli    | 3         |
| Mino Martinazzoli    | 2         |
| Votes blancs         | 216       |
| Votes dispersés      | 23        |
| Votes nuls           | 10        |

Aucun candidat n'ayant recueilli la majorité relative des suffrages nécessaire à l'élection, un huitième tour est convoqué par le président de la Chambre, Oscar Luigi Scalfaro.

#### 8etourde scrutin
- Présents : 923
- Votants : 625
- Absents : 298
- Majorité relative de l'Assemblée : 508

| Candidat             | Suffrages |
| -------------------- | --------- |
| Nilde Iotti          | 214       |
| Gianfranco Miglio    | 82        |
| Oscar Luigi Scalfaro | 25        |
| Guido Carli          | 20        |
| Tina Anselmi         | 18        |
| Roland Riz           | 13        |
| Giovanni Spadolini   | 11        |
| Vincenzo Muccioli    | 7         |
| Norberto Bobbio      | 6         |
| Marte Ferrari        | 4         |
| Gino Giugni          | 4         |
| Giuliano Amato       | 3         |
| Alfredo Biondi       | 3         |
| Luciano Lama         | 3         |
| Giorgio Ruffolo      | 3         |
| Giuseppe Avolio      | 2         |
| Francesco Cossiga    | 2         |
| Bettino Craxi        | 2         |
| Francesco De Martino | 2         |
| Mino Martinazzoli    | 2         |
| Votes blancs         | 175       |
| Votes dispersés      | 16        |
| Votes nuls           | 7         |

Aucun candidat n'ayant recueilli la majorité relative des suffrages nécessaire à l'élection, un neuvième tour est convoqué par le président de la Chambre, Oscar Luigi Scalfaro.

#### 9etourde scrutin
- Présents : 942
- Votants : 642
- Absents : 300
- Majorité relative de l'Assemblée : 508

| Candidat             | Suffrages |
| -------------------- | --------- |
| Gianfranco Miglio    | 78        |
| Ettore Gallo         | 52        |
| Vincenzo Muccioli    | 46        |
| Oscar Luigi Scalfaro | 24        |
| Augusto Barbera      | 19        |
| Tina Anselmi         | 18        |
| Guido Carli          | 13        |
| Roland Riz           | 12        |
| Francesco De Martino | 10        |
| Marte Ferrari        | 7         |
| Norberto Bobbio      | 6         |
| Giovanni Spadolini   | 6         |
| Luciano Lama         | 4         |
| Alfredo Biondi       | 3         |
| Giovanni Conso       | 3         |
| Nilde Iotti          | 3         |
| Gennaro Acquaviva    | 2         |
| Giuliano Amato       | 2         |
| Pietro Ingrao        | 2         |
| Giuliano Vassalli    | 2         |
| Votes blancs         | 300       |
| Votes dispersés      | 20        |
| Votes nuls           | 3         |

Aucun candidat n'ayant recueilli la majorité relative des suffrages nécessaire à l'élection, un dixième tour est convoqué par le président de la Chambre, Oscar Luigi Scalfaro.

### 19 mai 1992

#### 10etourde scrutin
- Présents : 940
- Votants : 635
- Absents : 305
- Majorité relative de l'Assemblée : 508

| Candidat             | Suffrages |
| -------------------- | --------- |
| Gianfranco Miglio    | 77        |
| Ettore Gallo         | 56        |
| Giovanni Conso       | 32        |
| Oscar Luigi Scalfaro | 27        |
| Augusto Barbera      | 24        |
| Tina Anselmi         | 19        |
| Giovanni Spadolini   | 16        |
| Aldo Aniasi          | 14        |
| Cesare Dujany        | 12        |
| Norberto Bobbio      | 9         |
| Rocco Amato          | 8         |
| Marte Ferrari        | 7         |
| Alberto Ciampaglia   | 6         |
| Giuliano Vassalli    | 6         |
| Luciano Violante     | 5         |
| Giuliano Amato       | 4         |
| Francesco De Martino | 4         |
| Alfredo Biondi       | 3         |
| Francesco Cossiga    | 3         |
| Pietro Ingrao        | 3         |
| Luciano Lama         | 3         |
| Giulio Caradonna     | 2         |
| Bettino Craxi        | 2         |
| Gino Giugni          | 2         |
| Libero Gualtieri     | 2         |
| Nilde Iotti          | 2         |
| Mino Martinazzoli    | 2         |
| Pietro Pizzo         | 2         |
| Votes blancs         | 257       |
| Votes dispersés      | 22        |
| Votes nuls           | 4         |

Aucun candidat n'ayant recueilli la majorité relative des suffrages nécessaire à l'élection, un onzième tour est convoqué par le président de la Chambre, Oscar Luigi Scalfaro.

#### 11etourde scrutin
- Présents : 967
- Votants : 663
- Absents : 304
- Majorité relative de l'Assemblée : 508

| Candidat             | Suffrages |
| -------------------- | --------- |
| Francesco De Martino | 235       |
| Giuliano Vassalli    | 188       |
| Gianfranco Miglio    | 77        |
| Paolo Borsellino     | 47        |
| Giovanni Conso       | 23        |
| Tina Anselmi         | 15        |
| Giovanni Spadolini   | 13        |
| Cesare Dujany        | 12        |
| Oscar Luigi Scalfaro | 10        |
| Alfredo Biondi       | 2         |
| Libero Gualtieri     | 2         |
| Emilio Isgrò         | 2         |
| Votes blancs         | 25        |
| Votes dispersés      | 11        |
| Votes nuls           | 1         |

Aucun candidat n'ayant recueilli la majorité relative des suffrages nécessaire à l'élection, un douzième tour est convoqué par le président de la Chambre, Oscar Luigi Scalfaro.

### 20 mai 1992

#### 12etourde scrutin
- Présents : 918
- Votants : 614
- Absents : 303
- Majorité relative de l'Assemblée : 508

| Candidat             | Suffrages |
| -------------------- | --------- |
| Giuliano Vassalli    | 189       |
| Gianfranco Miglio    | 80        |
| Ettore Gallo         | 68        |
| Giovanni Spadolini   | 23        |
| Giovanni Conso       | 22        |
| Tina Anselmi         | 18        |
| Oscar Luigi Scalfaro | 9         |
| Norberto Bobbio      | 9         |
| Giuseppe Avolio      | 5         |
| Francesco Cossiga    | 2         |
| Marcello Gallo       | 2         |
| Bruno Visentini      | 2         |
| Votes blancs         | 159       |
| Votes dispersés      | 23        |
| Votes nuls           | 4         |

Aucun candidat n'ayant recueilli la majorité relative des suffrages nécessaire à l'élection, un treizième tour est convoqué par le président de la Chambre, Oscar Luigi Scalfaro.

### 21 mai 1992

#### 13etourde scrutin
- Présents : 908
- Votants : 606
- Absents : 302
- Majorité relative de l'Assemblée : 508

| Candidat             | Suffrages |
| -------------------- | --------- |
| Ettore Gallo         | 192       |
| Giuliano Vassalli    | 171       |
| Gianfranco Miglio    | 79        |
| Giovanni Conso       | 22        |
| Giovanni Spadolini   | 20        |
| Tina Anselmi         | 17        |
| Roland Riz           | 14        |
| Oscar Luigi Scalfaro | 7         |
| Emilio Frattarelli   | 6         |
| Mino Martinazzoli    | 6         |
| Francesco Cossiga    | 4         |
| Arrigo Boldrini      | 3         |
| Libero Gualtieri     | 3         |
| Carlo Smuraglia      | 3         |
| Norberto Bobbio      | 2         |
| Luciano Lama         | 2         |
| Leo Valiani          | 2         |
| Bruno Visentini      | 2         |
| Votes blancs         | 35        |
| Votes dispersés      | 16        |
| Votes nuls           | 0         |

Aucun candidat n'ayant recueilli la majorité relative des suffrages nécessaire à l'élection, un quatorzième tour est convoqué par le président de la Chambre, Oscar Luigi Scalfaro.

### 22 mai 1992

#### 14etourde scrutin
- Présents : 982
- Votants : 936
- Absents : 46
- Majorité relative de l'Assemblée : 508

| Candidat             | Suffrages |
| -------------------- | --------- |
| Giuliano Vassalli    | 351       |
| Giovanni Conso       | 253       |
| Gianfranco Miglio    | 79        |
| Ettore Gallo         | 52        |
| Giovanni Spadolini   | 20        |
| Leo Valiani          | 44        |
| Oscar Luigi Scalfaro | 21        |
| Amintore Fanfani     | 12        |
| Arnaldo Forlani      | 8         |
| Giulio Andreotti     | 8         |
| Bettino Craxi        | 8         |
| Giorgio Ruffolo      | 7         |
| Tina Anselmi         | 4         |
| Alfredo Biondi       | 4         |
| Leopoldo Elia        | 4         |
| Gino Giugni          | 3         |
| Mino Martinazzoli    | 3         |
| Claudio Signorile    | 3         |
| Giovanni Spadolini   | 3         |
| Marte Ferrari        | 2         |
| Giovanni Galloni     | 2         |
| Nilde Iotti          | 2         |
| Mariotto Segni       | 2         |
| Votes blancs         | 33        |
| Votes dispersés      | 16        |
| Votes nuls           | 12        |

Aucun candidat n'ayant recueilli la majorité relative des suffrages nécessaire à l'élection, un quinzième tour est convoqué par le président de la Chambre, Oscar Luigi Scalfaro.

### 23 mai 1992

#### 15etourde scrutin
- Présents : 942
- Votants : 941
- Absents : 1
- Majorité relative de l'Assemblée: 508

| Candidat             | Suffrages |
| -------------------- | --------- |
| Giovanni Conso       | 235       |
| Gianfranco Miglio    | 74        |
| Ettore Gallo         | 51        |
| Francesco Cossiga    | 23        |
| Giovanni Spadolini   | 22        |
| Aldo Aniasi          | 20        |
| Oscar Luigi Scalfaro | 17        |
| Roland Riz           | 13        |
| Giulio Andreotti     | 11        |
| Arnaldo Forlani      | 10        |
| Alfredo Biondi       | 4         |
| Giovanni Galloni     | 4         |
| Achille Occhetto     | 3         |
| Leo Valiani          | 3         |
| Aureliana Alberici   | 2         |
| Guido Carli          | 2         |
| Bettino Craxi        | 2         |
| Marte Ferrari        | 2         |
| Mino Martinazzoli    | 2         |
| Vittorio Mussolini   | 2         |
| Livio Paladin        | 2         |
| Paolo Pillitteri     | 2         |
| Eugenio Scalfari     | 2         |
| Giuliano Vassalli    | 2         |
| Votes blancs         | 397       |
| Votes dispersés      | 30        |
| Votes nuls           | 4         |

Aucun candidat n'ayant recueilli la majorité relative des suffrages nécessaire à l'élection, un seizième tour est convoqué par le président de la Chambre, Oscar Luigi Scalfaro.

### 25 mai 1992

#### 16etourde scrutin
- Présents : 1.002
- Votants : 1.002
- Absents : 0
- Majorité relative de l'Assemblée: 508

| Candidat             | Suffrages |
| -------------------- | --------- |
| Oscar Luigi Scalfaro | 672       |
| Gianfranco Miglio    | 75        |
| Francesco Cossiga    | 63        |
| Paolo Volponi        | 50        |
| Leo Valiani          | 36        |
| Arnaldo Forlani      | 7         |
| Giovanni Spadolini   | 7         |
| Giulio Andreotti     | 6         |
| Giuliano Vassalli    | 6         |
| Giovanni Conso       | 4         |
| Umberto Bossi        | 3         |
| Eugenio Scalfari     | 3         |
| Guido Quaranta       | 2         |
| Votes blancs         | 38        |
| Votes dispersés      | 15        |
| Votes nuls           | 11        |

Oscar Luigi Scalfaro ayant été désigné candidat, c'est au vice-président de la Chambre, Stefano Rodotà, qu'il revient d'annoncer les résultats du seizième et ultime tour de scrutin, et de, par la suite, proclamer Oscar Luigi Scalfaro élu président de la République italienne.

## L'analyse du scrutin
Le 9e président de la République italienne est finalement élu au seizième tour de scrutin, en la personne d'Oscar Luigi Scalfaro. Cet ancien magistrat, ministre dans de nombreux gouvernements, membre de la Démocratie chrétienne, avait été élu, un mois auparavant, à la présidence de la Chambre des députés, l'une des charges les plus éminentes de la République.